# Macbeth - La tragedia dell'ambizione
Macbeth - La tragedia dell'ambizione è un film drammatico del 2006 diretto da Geoffrey Wright con Sam Worthington. È una trasposizione del capolavoro Macbeth di William Shakespeare ambientata nella Melbourne moderna, e narra le vicende di Macbeth (Sam Worthington), membro di una banda criminale che controlla il traffico di droga comandata da Duncan.
Il regista Geoffrey Wright sceglie l'uso di mantenere i dialoghi originali di Shakespeare, sia pur con un accento locale; la traduzione italiana manterrà, curiosamente, il tono aulico e sostenuto dell'opera originale. Lo scrittore inglese narra la storia di nobili che diventano banditi, mentre Wright cerca di rappresentare con un tono di nobiltà le crude vicende dei bassifondi cittadini.

## Trama
Dopo un tragico conflitto a fuoco in cui uccide i membri della gang rivale dei Goths, Macbeth viene avvicinato da tre misteriose e affascinanti studentesse che gli consigliano di essere meno leale e più sanguinario; assieme a lui c'è l'altro membro della banda, Banquo, a cui le ragazze predicono un futuro meno brillante ma allo stesso tempo di maggior successo di quello di Macbeth. Il capobanda "sweet" Duncan ricompensa Macbeth per aver eliminato i Goths ma riserva un trattamento migliore al proprio figlio Malcolm, suscitando il disappunto di Macbeth, che comincia a pensare di prendere il posto di Duncan.
Macbeth e la moglie vivono nel lusso e sono entrambi cocainomani. Quando lui le confida i malumori per il deludente trattamento ricevuto, lei gli suggerisce di assassinare Duncan e insieme predispongono un piano. Invitano a cena il boss e lo uccidono facendo ricadere la colpa sulle sue guardie del corpo, che avevano narcotizzato in precedenza. Macbeth diventa il nuovo capobanda, malgrado che Malcolm sospetti la sua responsabilità nell'omicidio del padre. Dopo aver fatto uccidere anche Banquo, Macbeth comincia ad avere funeree visioni. Ritrova le tre streghe e beve una loro pozione, a cui fa seguito un'orgia a quattro durante la quale chiede cosa gli riserva il futuro alle ragazze, che lo mettono in guardia da Macduff, un altro componente della banda, e gli dicono che nessun uomo partorito da una donna potrà ucciderlo.
Viene poi a sapere che Macduff è nato grazie a un taglio cesareo, ed è quindi stato messo al mondo da un ginecologo. Infuriato per la visione del figlio di Banquo che diventa nuovo capobanda e per la scomparsa delle streghe, si reca a casa di Macduff per ucciderlo. Qui trova solo la moglie ed il figlio di questi e li uccide. La situazione precipita e la moglie di Macbeth si suicida, dopo una serie di crisi maniacali che l'avevano condotta alla follia.
Macduff scopre la realtà dei fatti e va a casa di Macbeth per ucciderlo. Dopo un drammatico corpo a corpo, Macbeth cade morente a fianco della moglie appena defunta. Il film si chiude con Macduff, sicuro di essere eletto nuovo capobanda, che lascia la casa di Macbeth, il quale si spegne pronunciando flebilmente le famose parole: "domani e domani e domani...".

## Riconoscimenti
- 2006 AACTA Awards[3]
  - Migliore scenografia: David McKay
  - Migliori costumi: Jane Johnston

Nomination
- 2006 AACTA Awards[4]
  - Migliore fotografia: Will Gibson
  - Migliore colonna sonora: John Clifford White
  - Migliore sonoro: Frank Lipson e John Wilkinson